# Garmin Sharp/Saison 2014
Dieser Artikel listet Erfolge und Fahrer des Radsportteams Garmin Sharp in der Saison 2014 auf.

## Erfolge in der UCI WorldTour
Bei den Rennen der UCI WorldTour im Jahr 2014 gelangen dem Team nachstehende Erfolg.
| Datum        | Rennen                              | Sieger               |
| ------------ | ----------------------------------- | -------------------- |
| 12. März     | 4. Etappe Paris–Nice                | Tom Slagter          |
| 15. März     | 7. Etappe Paris–Nice                | Tom Slagter          |
| 8.–15. Juni  | Gesamtwertung Critérium du Dauphiné | Andrew Talansky      |
| 25. Juli     | 19. Etappe Tour de France           | Ramūnas Navardauskas |
| 6. September | 14. Etappe Vuelta a España          | Ryder Hesjedal       |
| 5. Oktober   | Il Lombardia                        | Daniel Martin        |
| 12. Oktober  | 3. Etappe Tour of Beijing           | Tyler Farrar         |
| 13. Oktober  | 4. Etappe Tour of Beijing           | Daniel Martin        |

## Erfolge in der UCI America Tour
Bei den Rennen der  UCI America Tour im Jahr 2014 gelangen dem Team nachstehende Erfolge.
| Datum         | Rennen                          | Kat. | Fahrer        |
| ------------- | ------------------------------- | ---- | ------------- |
| 20. Januar    | 1. Etappe Tour de San Luis      | 2.1  | Phil Gaimon   |
| 13. Mai       | 2. Etappe Kalifornien-Rundfahrt | 2.HC | Rohan Dennis  |
| 7. August     | 4. Etappe Tour of Utah          | 2.1  | Tom Danielson |
| 4.–10. August | Gesamtwertung Tour of Utah      | 2.1  | Tom Danielson |
| 24. August    | 7. Etappe USA Pro Challenge     | 2.HC | Alex Howes    |

## Erfolge in der UCI Asia Tour
Bei den Rennen der  UCI Asia Tour im Jahr 2014 gelangen dem Team nachstehende Erfolge.
| Datum       | Rennen    | Kat. | Fahrer      |
| ----------- | --------- | ---- | ----------- |
| 19. Oktober | Japan Cup | 1.HC | Nathan Haas |

## Erfolge in der UCI Europe Tour
Bei den Rennen der  UCI Europe Tour im Jahr 2014 gelangen dem Team nachstehende Erfolge.
| Datum            | Rennen                                        | Kat. | Fahrer               |
| ---------------- | --------------------------------------------- | ---- | -------------------- |
| 10. April        | 4. Etappe Circuit Cycliste Sarthe             | 2.1  | Ramūnas Navardauskas |
| 8.–11. April     | Gesamtwertung Circuit Cycliste Sarthe         | 2.1  | Ramūnas Navardauskas |
| 18. Mai          | Velothon Berlin                               | 1.1  | Raymond Kreder       |
| 27. Juni         | Litauische Meisterschaft – Einzelzeitfahren   | CN   | Ramūnas Navardauskas |
| 29. Juni         | Niederländische Meisterschaft – Straßenrennen | CN   | Sebastian Langeveld  |
| 13. August       | 1. Etappe Tour de l’Ain                       | 2.1  | Raymond Kreder       |
| 7.–14. September | Gesamtwertung Tour of Britain                 | 2.HC | Dylan van Baarle     |

## Erfolge in der UCI Oceania Tour
Bei den Rennen der  UCI Oceania Tour im Jahr 2014 gelangen dem Team nachstehende Erfolge.
| Datum      | Rennen                    | Kat. | Sieger      |
| ---------- | ------------------------- | ---- | ----------- |
| 5. Februar | Prolog Herald Sun Tour    | 2.1  | Jack Bauer  |
| 6. Februar | 1. Etappe Herald Sun Tour | 2.1  | Nathan Haas |

## Abgänge – Zugänge
| Zugänge             | Team 2013                 | Abgänge                     | Team 2014                                  |
| ------------------- | ------------------------- | --------------------------- | ------------------------------------------ |
| Tom Slagter         | Belkin-Pro Cycling Team   | Peter Stetina               | BMC Racing Team                            |
| Sebastian Langeveld | Orica GreenEdge           | Martijn Maaskant            | UnitedHealthcare Professional Cycling Team |
| Ben King            | RadioShack Leopard        | Michel Kreder               | Wanty-Groupe Gobert                        |
| André Cardoso       | Caja Rural-Seguros RGA    | Jacob Rathe                 | Jelly Belly-Maxxis                         |
| Phil Gaimon         | Bissell Cycling           | Alex Rasmussen              | Riwal Platform Cycling Team                |
| Lasse Norman Hansen | Blue Water Cycling        | Sébastien Rosseler          | Veranclassic-Doltcini                      |
| Nathan Brown        | Bontrager Cycling Team    | Robert Hunter               | Karriereende                               |
| Janier Acevedo      | Jamis-Hagens Berman       | Christian Vande Velde       | Karriereende                               |
| Dylan van Baarle    | Rabobank Development Team | David Zabriskie             | Karriereende                               |
|                     |                           | Rohan Dennis (bis 31. Juli) | BMC Racing Team                            |

## Mannschaft
| Name                 | Geburtstag         | Nationalität           |              |
| -------------------- | ------------------ | ---------------------- | ------------ |
| Janier Acevedo       | 6. Dezember 1985   | Kolumbien              |              |
| Dylan van Baarle     | 21. Mai 1992       | Niederlande            |              |
| Jack Bauer           | 7. April 1985      | Neuseeland             |              |
| Nathan Brown         | 7. Juli 1991       | Vereinigte Staaten     |              |
| André Cardoso        | 3. September 1984  | Portugal               |              |
| Tom Danielson        | 13. März 1978      | Vereinigte Staaten     |              |
| Thomas Dekker        | 6. September 1984  | Niederlande            |              |
| Caleb Fairly         | 19. Februar 1987   | Vereinigte Staaten     |              |
| Tyler Farrar         | 2. Juni 1984       | Vereinigte Staaten     |              |
| Koldo Fernández      | 13. September 1981 | Spanien                |              |
| Phil Gaimon          | 28. Januar 1986    | Vereinigte Staaten     |              |
| Nathan Haas          | 12. März 1989      | Australien             |              |
| Lasse Norman Hansen  | 11. Februar 1992   | Dänemark               |              |
| Ryder Hesjedal       | 9. Dezember 1980   | Kanada                 |              |
| Alex Howes           | 1. Januar 1988     | Vereinigte Staaten     |              |
| Ben King             | 22. März 1989      | Vereinigte Staaten     |              |
| Raymond Kreder       | 26. November 1989  | Niederlande            |              |
| Sebastian Langeveld  | 17. Januar 1985    | Niederlande            |              |
| Daniel Martin        | 20. August 1986    | Irland                 |              |
| David Millar         | 4. Januar 1977     | Vereinigtes Königreich |              |
| Lachlan Morton       | 2. Januar 1992     | Australien             |              |
| Ramūnas Navardauskas | 30. Januar 1988    | Litauen                |              |
| Nick Nuyens          | 5. Mai 1980        | Belgien                |              |
| Tom Slagter          | 1. Juli 1989       | Niederlande            |              |
| Andrew Talansky      | 23. November 1988  | Vereinigte Staaten     |              |
| Johan Vansummeren    | 4. Februar 1981    | Belgien                |              |
| Steele Von Hoff      | 31. Dezember 1987  | Australien             |              |
| Fabian Wegmann       | 20. Juni 1980      | Deutschland            |              |
| Stagiaires           | Stagiaires         | Nationalität           | Nationalität |
| Dylan Girdlestone    | Dylan Girdlestone  | Südafrika              |              |
| Gavion Mannion       | Gavion Mannion     | Vereinigte Staaten     |              |